# Democratic Socialist Organizing Committee
Democratic Socialist Organizing Committee (DSOC) var ett  demokratiskt socialistiskt parti i Amerikas förenta stater. DSOC grundades 1973 av Michael Harrington som var ledare för en utbrytarfalang inom Socialist Party of America och motsatte sig detta partis ombildning till Social Democrats USA.
Partiet upplöstes 1982 i samband med att det gick samman med New American Movement (NAM) och grundade en ny organisation med namnet Democratic Socialists of America (DSA)